# Брати Грімм (фільм)
«Брати Грімм» (англ. The Brothers Grimm) — кінофільм-пригодницьке фентезі 2005 року, знятий режисером Террі Ґілліамом, з Меттом Деймоном, Гітом Леджером і Монікою Беллуччі у головних ролях.

## Зміст
До біографії реально існуючих німецьких збирачів фольклору і систематизаторів німецької мови братів Вільгельма і Якоба Грімм цей фільм має лише непряме відношення, хоча в ньому використані мотиви багатьох записаних ними відомих казок.
Дія фільму відбувається на початку XIX століття в Німеччини, окупованій військами наполеонівської Франції. Брати Вілл (англ. Will, по суті — Вільгельм) Грімм (Метт Деймон) і Джейк (англ. Jake, по суті — Якоб) Грімм (Гіт Леджер) — дрібні шахраї, які заробляють на життя вигнанням «нечисті» (при цьому роль «нечисті» грають їх помічники). Проте одного разу вони потрапляють до рук до французького генерала Делатомбу (Джонатан Прайс), який змушує їх зайнятися викриттям дещо масштабнішого шахрайського «чарівництва»: в одному селі хтось викрадає дівчаток, представляючи викрадення як прояви магії. Щоб брати не втекли, він відправляє з ними свого підручного — ката Кавальді (Петер Стормаре).
Прибувши в село, брати Грімм незабаром з'ясовують, що всі зникнення дітей пов'язані з «зачарованим лісом». Вони намагаються за допомогою мисливиці Анжеліки (Ліна Гіді) знайти в лісі знайомі їм за колишніми фокусами механізми, але поступово переконуються, що там насправді кояться неймовірні речі — ходять дерева, бродить вовк — перевертень, а посеред лісу стоїть давня вежа, в якій живе Дзеркальна Королева (Моніка Беллуччі), яка за допомогою магії вже знайшла вічне життя, а тепер намагається за допомогою крові викрадених дівчаток отримати і вічну молодість.

## У ролях
- Метт Деймон — Вілл
- Гіт Леджер — Джейк
- Моніка Беллуччі — Королева
- Ліна Гіді — Анжеліка
- Гаррі Гілліам — роль другого плану
- Мирослав Таборскі — роль другого плану
- Маккензі Крук — роль другого плану
- Річард Райдінгс — роль другого плану
- Рудольф Пеллар — роль другого плану
- Ота Філіп — роль другого плану
- Одрі Амм — роль другого плану
- Аніка Мур'ян — роль другого плану
- Петер Стормаре — роль другого плану
- Джуліан Бліч — роль другого плану
- Брюс Макюен — роль другого плану
- Ян Унгер — роль другого плану
- Якуб Зіндулка — роль другого плану
- Мілан Гаргула — роль другого плану
- Драгомира Фіалкова — роль другого плану
- Томаш Ганак — роль другого плану
- Віра Узелацова — роль другого плану
- Вацлав Халупа — роль другого плану
- Барбора Лукешова — роль другого плану
- Радим Калвода — роль другого плану
- Мартін Хофманн — роль другого плану
- Маріка Сара Прохазкова — роль другого плану
- Хануш Бор — роль другого плану
- Лукаш Беч — роль другого плану
- Лора Грінвуд — роль другого плану
- Франтішек Велецький — роль другого плану
- Йозеф Вайнар — роль другого плану
- Роджер Ештон-Гріффітс — роль другого плану
- Анна Раст — сестра
- Людек Еліаш — роль другого плану
- Джонатан Прайс — Делатомб, генерал

## Знімальна група
- Режисер — Террі Ґілліам
- Сценарист — Ерен Крюгер
- Оператори — Нікола Пекоріні, Ньютон Томас Сігел
- Композитор — Даріо Маріанеллі
- Художник — Гай Діас
- Продюсери — Деніел Бобкер, Мішель Чейко, Джейк Майєрс, Ендрю Рона, Чарлз Роувен, Джон Шофілд, Боб Вайнштейн, Гарві Вайнштейн, Майкл Солінджер

## Факти
- Найдорожча і ефектна сцена (боротьба героїв з ожилим деревом) була видалена з прокатної версії, оскільки створювала враження ранньої кульмінації в середині фільму, а це абсолютно не відповідало задуму режисера. Цей епізод є на DVD-виданні «Братів Грімм» в розділі «Видалені сцени».
- Спочатку Метт Деймон мав грати Якоба Грімма, а Гіт Леджер — Вілла, але вони вмовили режисера та продюсерів змінити їх місцями.
- Террі Ґілліам і його постійний співавтор Тоні Грісоні фактично переписали сценарій Ерена Крюгера, однак через обмеження для членів Гільдії Американських письменників не були зазначені в титрах серед сценаристів. Замість цього вони вказали себе в титрах як «закрійників» і жартували, що фільм було знято не стільки «за сценарієм», скільки «за викрійками».
- Террі Гілліам хотів додати до гриму Метта Деймона накладний ніс. Проте продюсер Гарві Вайнштейн залишився непохитний і не дозволив режисерові цього зробити.
- Фільм брав участь у конкурсі Венеційського міжнародного кінофестивалю 2005 року.
- Брати носять з «магічними» обладунками уланські шапки російських армійських уланів зразка 1909 року, на які встановлено чорні султани, ймовірно від уланських шапок австро-угорських уланів, саксонських єгерів або стрільців.
- Персонаж принцеси, що використовує кров молодих дівчат, щоб підтримувати свою молодість, заснований на реальній трансільванській графині Єлизаветі Баторі, яка є однією з перших серійних вбивць, що жила в 17 столітті.